# Epifauna
L'epifauna è quell'insieme di specie animali, generalmente sessili in gran parte, che vivono a stretto contatto con il substrato, non lasciandolo per interi stadi vitali.
Le comunità più ricche di epifauna sono quelle marine, specialmente di fondi duri, dove l'epifauna è spesso la componente predominante (si pensi alle barriere coralline). A sua volta, una comunità la cui epifauna produca abbondanti biocostruzioni (barriere coralline ma anche il coralligeno del mar Mediterraneo), può ospitare al suo interno una propria infauna diversa da quella che popola il fondale.